# Lundomys molitor
Lundomys molitor är ett däggdjur i familjen hamsterartade gnagare och den enda arten i sitt släkte.

## Utseende
Den mjuka, täta och långa pälsen har på ovansidan en brun till gulbrun färg med några gråa och svarta täckhår. De mörka håren är tätast vid ryggens topp. Undersidan är ljusbrun och svansen är bara glest täckt med hår. Mellan bakfötternas tår finns simhud och styva hår. Kroppslängden (huvud och bål) ligger mellan 16 och 24 cm, svanslängden mellan 20 och 29 cm och vikten varierar mellan 225 och 250 gram.

## Utbredning och habitat
Artens utbredningsområde sträcker sig över Uruguay och angränsande regioner av södra Brasilien och nordöstra Argentina. Habitatet utgörs av en region där gräsmarker, skogar och marskland avväxlar varandra. Där håller gnagaren till vid vattendrag, dammar och insjöar.

## Ekologi
Djuret lever delvis i vattnet och är främst aktiv på natten. Boet har en diameter på ungefär 30 cm och placeras bland vass cirka en meter över vattenytan. Honor har fyra par spenar och kan fortplanta sig hela året. Födan utgörs allmänt av växtdelar.

## Systematik
1887 beskrevs ett fossil från senare pleistocen av den danska zoologen Herluf Winge som sedan räknades till släktet Hesperomys, artnamnet blev därför Hesperomys molitor. Senare beskrevs ett levande djur som art i släktet Holochilus (Holochilus magnus). 1993 upptäcktes att fossilet och den levande gnagaren är identiska. Enligt taxonomiska regler har det äldre namnet förtur men då alla andra arter av släktet Hesperomys blev infogade i släktet aftonmöss (Calomys) etablerades ett nytt släkte, Lundomys.